# ژاکلین دو بیف
ژاکلین دو بیف (فرانسوی: Jacqueline du Bief‎؛ زادهٔ ۴ دسامبر ۱۹۳۰) اسکیت‌باز نمایشی اهل فرانسه است.